# Скорбященская церковь (Нижний Тагил)
Церковь иконы Божией Матери «Всех скорбящих Радость» (Скорбященская церковь) — православный храм Скорбященского женского монастыря в городе Нижнем Тагиле.

## История
Скорбященская церковь была заложена и построена в 1864 году как кладбищенская на средства купца И. И. Сергиева. Освящена только в 1883 году, приписана к Введенской церкви города. С этого же года при городском кладбищенском храме находилась женская богадельня, которая с 1902 была преобразована в женскую общину; с 1904 года община получила статус монастыря. В 1905—1914 годах на территории монастыря, возле Скорбященской церкви строится большой трёхпрестольный семиглавый Крестовоздвиженский собор.

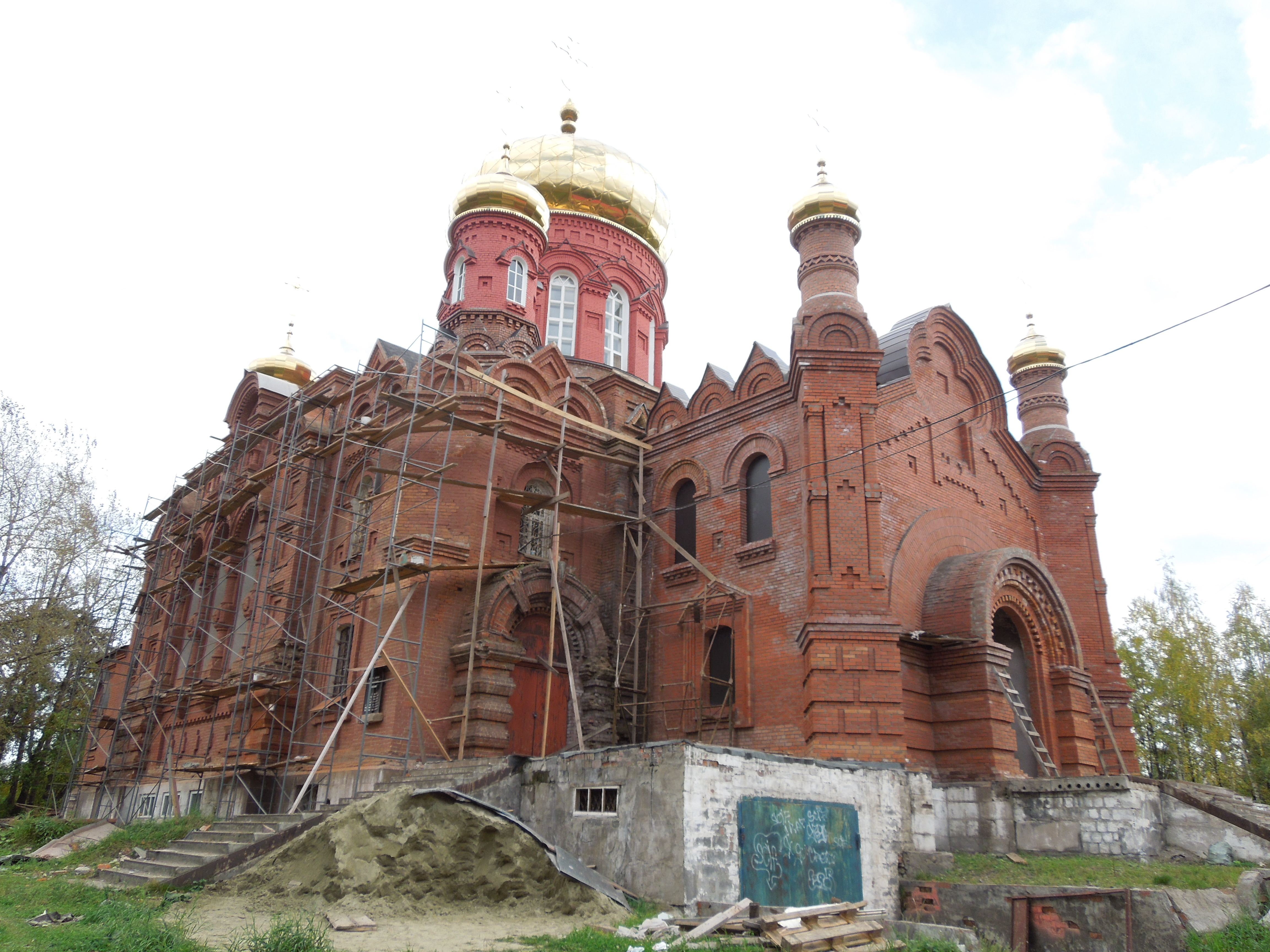
Восстанавливаемый Крестовоздвиженский собор

В советское время, с 1923 года Скорбященский монастыря был закрыт, община насельниц организовала сельхозкоммуну «Улей». В Крестовоздвиженском соборе размещались казармы, а Скорбященская церковь использовалась как библиотека детского дома. Кладбище при церкви было снесено, а его территория застроена.
В 1992 году церковь была отремонтирована и возвращена верующим.

## Описание
Церковь находится на территории Скорбященского монастыря, окружённого высоким кованым забором, стоит рядом с более высоким и массивным храмом — Крестовоздвиженским собором. На территории монастыря находится детский дом.
Здание Скорбященской церкви построено в стиле русской эклектики. Основной массив храма составляет четырёхугольник со срезанными углами, к которому с востока примыкает пятиугольный алтарный выступ с двускатной кровлей, а с запада — высокий двухэтажный прямоугольный притвор с двускатной крышей. Храм одноглавый со звонницей над западным притвором. Крышу закрывает большой синий купол с золотой луковичной главкой с золотым крестом. Вокруг купола по всему его периметру расположена сплошная гряда декоративных белых кокошников с голубой серединой. Стены церкви голубого цвета с белыми арочными и прямоугольными окнами, обрамлёнными наличниками с килевидными завершениями наверху. Углы здания украшены двойными белыми пилястрами.